# Trenčianske Teplice
Trenčianske Teplice (deutsch veraltet Trentschin-Teplitz, ungarisch Trencsénteplic) ist eine Stadt im Westen der Slowakei mit 3980 Einwohnern (2021) und ein bekannter Kurort mit zahlreichen Sehenswürdigkeiten, wie zum Beispiel alten Hotels aus der Zeit der habsburgischen Monarchie, einem Kurpark sowie alten Badehäusern.

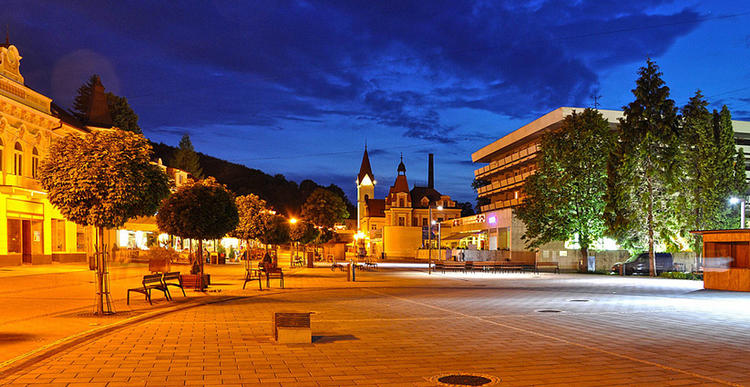
Stadtzentrum bei Abenddämmerung

## Geographie
Trenčianske Teplice liegt in einem Tal an den Strážovské vrchy (Rajetzer Bergen), etwa 15 km von Trenčín entfernt. Durch den Ort fließt der Bach Teplička. Im Park der Stadt befindet sich ein Stausee mit dem Namen Jazierko Baračka.
Die Stadt teilt sich in die vier größeren Ortsteile Kúpeľné jadro, Štvrť (sídlisko) SNP, Miestna časť Baračka und Červené Kopanice sowie mehrere kleine Siedlungen wie z. B. Kaňova. Im Jahr 2021 wurde ein Baugebiet im nördlichen Teil der Stadt ausgewiesen, welches den neuen Stadtteil Nové Teplice (neu Teplitz) begründen soll.

## Geschichte
Die Heilquellen auf dem Gebiet des heutigen Kurortes wurden laut der Legende von einem gelähmten Hirten entdeckt, der ein verlorenes Schaf suchte. Bei der Suche nach dem Schaf stieß er auf einen kleinen See, aus dem sich Schwefelgeruch verbreitete. Er bemerkte, dass es dem Schaf nach einigen Bädern darin gesundheitlich besser ging, und entschloss sich deswegen, auch seine schmerzenden Glieder ins warme Wasser des Sees einzutauchen. Das Gerücht über das wundertätige Heilwasser begann sich zu verbreiten. Leidende Kranke kamen von allen Seiten, um im Heilwasser dieser Quellen zu baden.
Die erste schriftliche Erwähnung der warmen Quellen stammt aus dem Jahre 1247, obwohl angenommen wird, dass bereits die Jagdvölker der Quaden sowie die römischen Legionen im 2. Jahrhundert die Quellen kennen mussten. In der Zeit vom dreizehnten bis zum sechzehnten Jahrhundert gehörte Trenčianske Teplice samt den Quellen den Herrschern der Burg von Trenčín.
Das größte Verdienst um die Entwicklung des Kurortes Trenčianske Teplice hatte die Familie llésházy, welcher er 241 Jahre gehörte. Zu der Zeit war der Kurort einer der bedeutendsten in Österreich-Ungarn.
Im Jahre 1835 kaufte der Wiener Finanzmann Georg Simon von Sina den Kurort, baute ihn um und modernisierte ihn. Sein Sohn Simon Georg von Sina ließ ein Hotel bauen und erweiterte den Kurpark, seine Tochter Iphigenie ließ im Jahre 1888 zum Spiegelbad Sina das wertvollste bis heute erhaltene historische Denkmal bauen, das Bad Hammam im orientalischen maurischen Stil.
In den Jahren 1958–1961 wurden in Trenčianske Teplice die Kapazität der Thermalquellen und die Möglichkeiten ihrer optimalen Nutzung untersucht. Basierend auf den Ergebnissen dieser geologischen Untersuchung wurde mit dem Bau neuer moderner Badehäuser im Kurort begonnen, dem Pax, eröffnet im Mai 1966, Krym im September 1975 und Jalta ein Jahr später.
Der Bau des Kurhauses Krym begann im Jahr 1974. Das jugoslawische Bauunternehmen riss das ehemalige Hotel Grand ab und baute an dessen Stelle in zwei Jahren das moderne Krym mit einer Kapazität von 250 Betten. Am 1. Oktober 1975 begrüßte das Krym die ersten Gäste. Die Behandlungsverfahren zielten auf die Behandlung chronischer rheumatischer Entzündungen und Erkrankungen des Bewegungsapparates ab. Der Vorteil des Hauses war die Erbringung aller Dienstleistungen direkt in der Einrichtung des Sanatoriums.
Dass es sich damals um ein erstklassiges Gebäude handelte, bestätigte auch die höchste slowakische Auszeichnung für Architektur, der Dušan-Jurkovič-Preis, den das Kurhaus Krym im Jahr 1976 erhielt.

## Verkehr und Infrastruktur
In Trenčianske Teplice gibt es zwei Einkaufszentren (Amadeus und Termál) und viele verschiedene Geschäfte (vor allem im Bereich Mode) in der Fußgängerzone der Stadt. 
In den Kurort führt eine Landstraße über Trenčianska Teplá, die weiter nach Omšenie führt. Außerdem verbinden Autobuslinien die Stadt mit Trenčín, Ilava, Senica  und Dubnica nad Váhom. Im Saisonalverkehr fährt die Schmalspurbahn Trenčianska Teplá–Trenčianske Teplice (TREŽ) vom Bahnhof Trenčianska Teplá nach Trenčianske Teplice. 
| Linie | Verlauf |
| ----- | --- |
| TREŽ  | Trenčianska Teplá - Trenčianska Teplá obec - Trenčianska Teplá zastávka - Kaňova - Trenčianske Teplice sídlisko - Trenčianske Teplice zástavka - Trenčianske Teplice |

Ein Fahrradweg zwischen Trenčianske Teplice und Trenčianska Teplá ist in Planung.

## Bevölkerung
| Jahr                | 1994 | 2004    | 2014    | 2024    |
| ------------------- | ---- | ------- | ------- | ------- |
| Anzahl der Personen | 4569 | 4297    | 4130    | 3909    |
| Unterschied         |      | −5,95 % | −3,88 % | −5,35 % |

| Jahr                | 2023 | 2024    |
| ------------------- | ---- | ------- |
| Anzahl der Personen | 3908 | 3909    |
| Unterschied         |      | +0,02 % |

Laut der Volkszählung 2021 leben in Trenčianske Teplice 3980 Einwohner, davon 1866 Männer und 2114 Frauen. Der Ort weist 56 Einwohner mit einer anderen als der slowakischen Staatsangehörigkeit auf.
Nationalitäten
3653 Einwohner gaben an Slowaken zu sein, 31 sahen sich als Tschechen, 7 Einwohner gaben an Magyaren zu sein, jeweils zwei sahen sich den Sinti und Roma und den Russinen angehörig. Jeweils drei Einwohner gaben an Ukrainer, Deutsche, Mährer bzw. Russen zu sein. Fünf Einwohner gaben an Polen zu sein. 27 Person gehörten einer anderen Nationalität an und von 241 wurden keine Angaben gemacht.
Im Bezug auf Glaubensgemeinschaften gehören 2345 Bürger der katholischen und 145 Bürger der evangelischen Kirche an.
Auf dem Gelände von Trenčianske Teplice wurden 550 Gebäude errichtet, davon sind 410 als Ein- oder Zweifamilienhäuser und 89 als Mehrfamilienhäuser klassifiziert.

## Gemeindepartnerschaften
Trenčianske Teplice unterhält Partnerschaften mit folgenden Städten und Gemeinden:
- Bad Deutsch-Altenburg (Österreich)
- Spitz an der Donau (Österreich)
- Vsetín (Tschechien)
- Wilamowice (Polen)
- Nałęczów (Polen)
- Żarki (Polen)
- Aschersleben (Deutschland)
- Uherský Ostroh (Tschechien)
- Pontremoli (Italien)

## Kultur
Im Ort befinden sich eine katholische und eine evangelische Kirche sowie zwei allgemeine Friedhöfe und zwei jüdische Friedhöfe.
Des Weiteren gibt es noch ein altes Wasserwerk, welches in früheren Zeiten die Stromversorgung für die Schmalspurbahn sicherstellte.

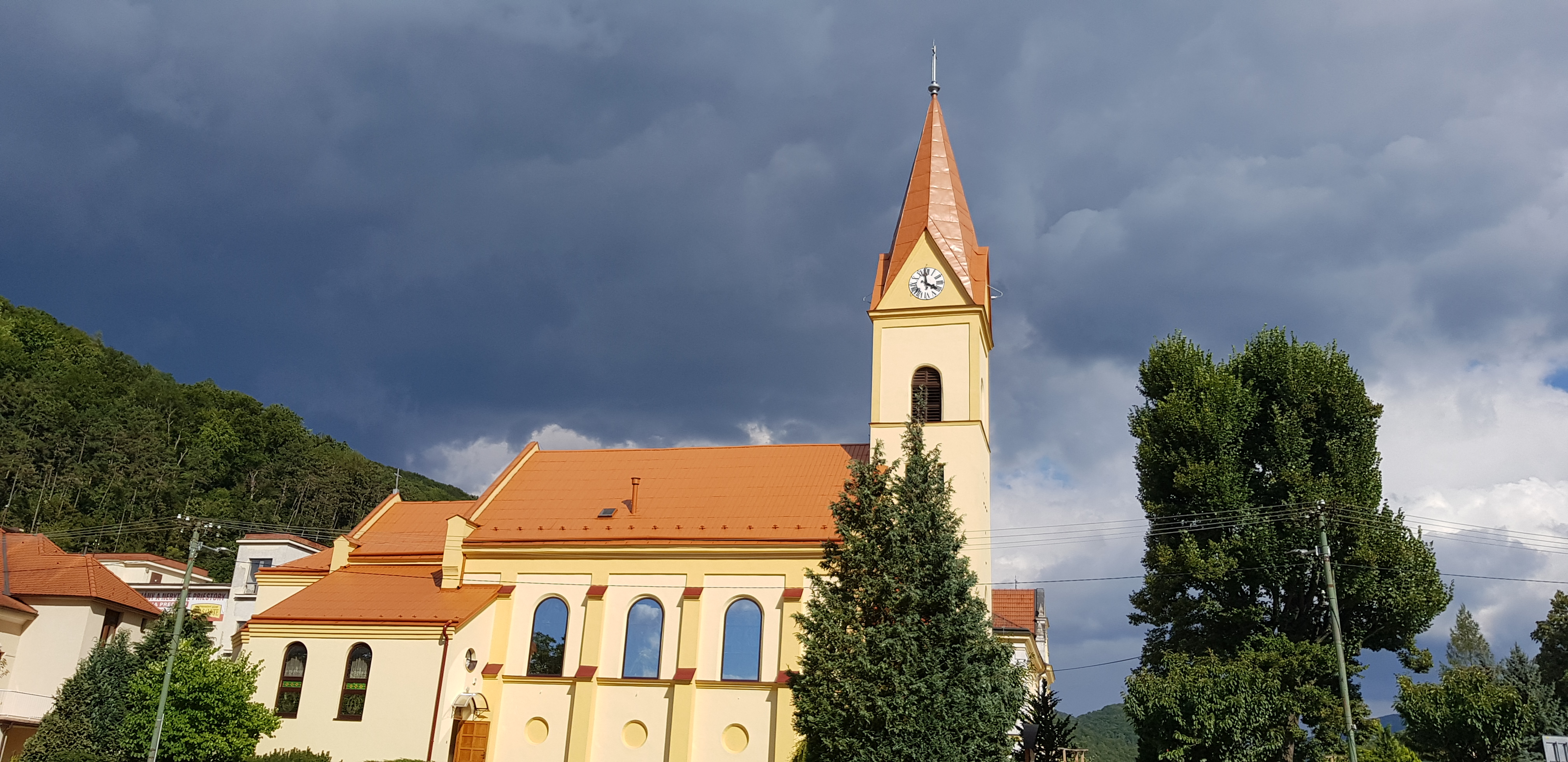
Kirche in Trenčianske Teplice
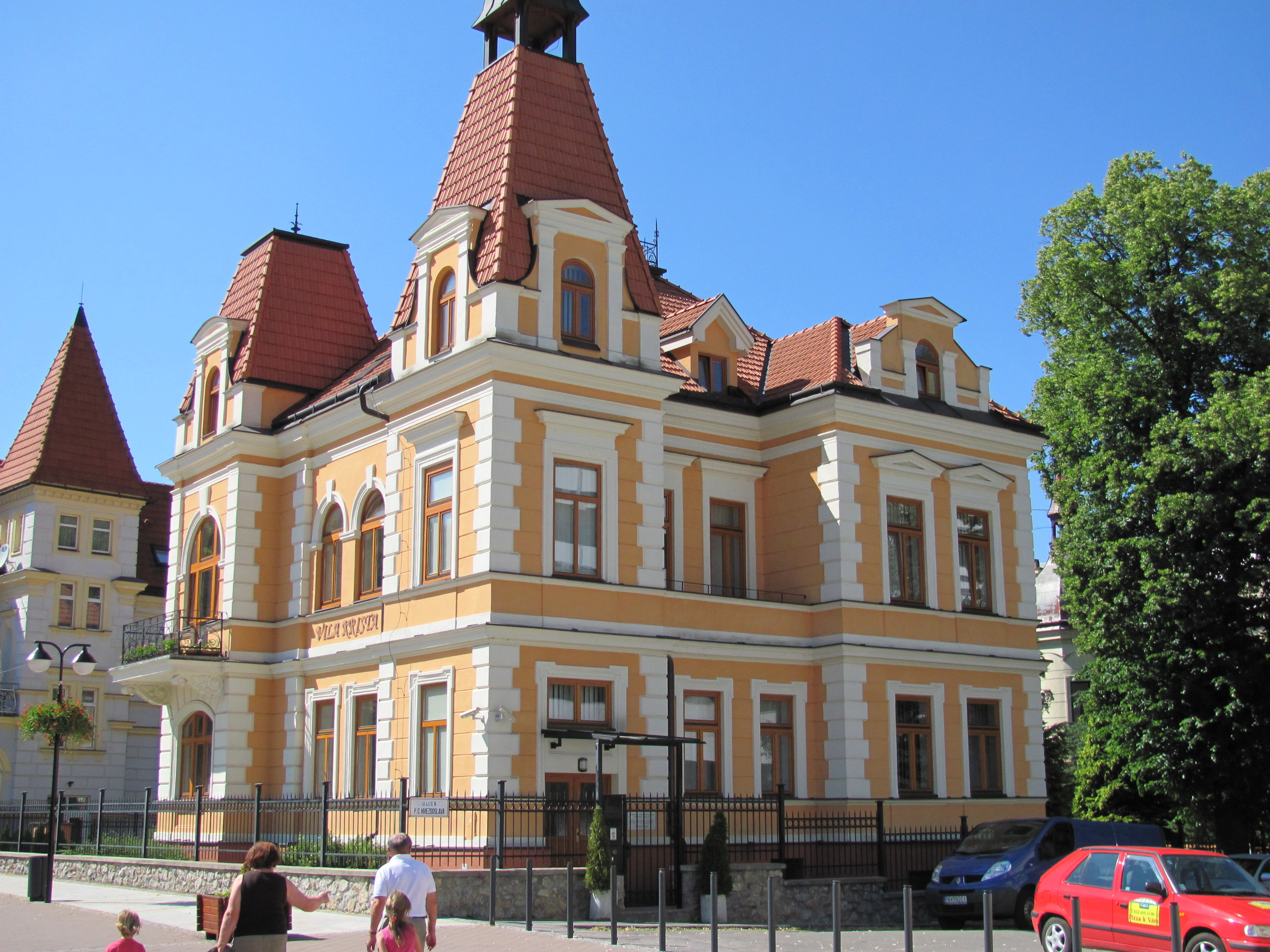
Villa Krista

## Persönlichkeiten
In Trenčianske Teplice wurde der slowakische Schauspieler Andrej Bagar (1900–1966) geboren. Der Politiker und Apotheker Vavro Šrobár (1867–1950) wurde ebenfalls hier geboren.
Der ehemalige slowakische Ministerpräsident Vladimír Mečiar lebt seit einigen Jahrzehnten in Trenčianske Teplice, besitzt einige Denkmäler und betreibt hier ein Hotel.

## Symbole der Stadt

Wappen
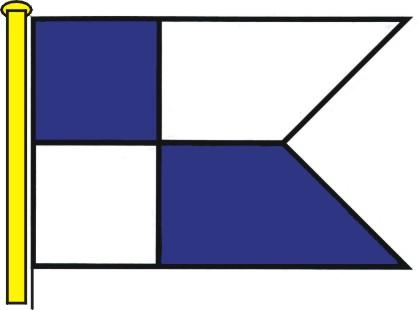
Die Flagge
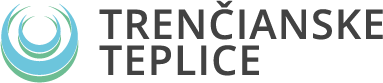
Das Logo
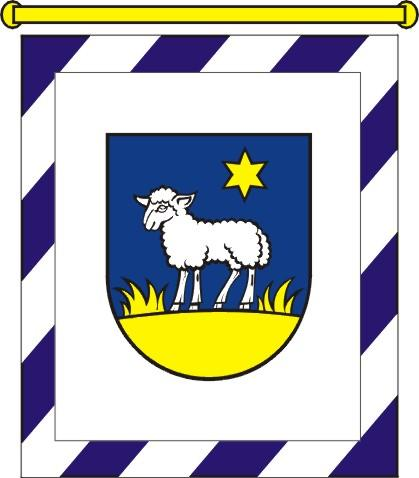
Die Standarte des Bürgermeisters